# Premis Pulitzer de 1923
Els següents són els Premis Pulitzer del 1923.

## Premis de periodisme
- Servei públic:
  - Memphis Commercial Appeal, per la seva actitud valenta en la publicació de dibuixos animats i la gestió de notícies en referència a les operacions del Ku Klux Klan.
- Informació:
  - Alva Johnston, del New York Times, pels seus informes sobre els procediments de la convenció de l’ American Association for the Advancement of Science celebrada a Cambridge Mass, el desembre de 1922.
- Redacció editorial:
  - William Allen White, de The Emporia Gazette (Kansas), per a un editorial titulat "To an Anxious Friend".[1]

## Premis de lletres i teatre
- Novel·la:
  - Un dels nostres de Willa Cather (Knopf)
- Teatre:
  - Icebound de Owen Davis (Little)
- Història:
  - The Supreme Court in United States History de Charles Warren (Little)
- Biografia o autobiografia:
  - The Life and Letters of Walter H. Page de Burton J. Hendrick (Houghton)
- Poesia:
  - "La balada del teixidor de l'arpa", Few Figs from Thistles, i "Eight Sonnets", d'Edna St. Vincent Millay (Harper)